# Толстоклювая кайра
Толстоклю́вая ка́йра, или короткоклювая кайра (лат. Uria lomvia), её ещё называют кайрой Брюнниха, (англ. Brünnich’s Guillemot), — вид морских птиц из семейства чистиковых (Alcidae).

## Описание
Взрослые особи средних размеров, массой до 1,5 килограмма. Внешне похожи на тонкоклювых кайр. Отличаются от последних более толстым клювом с белыми полосами, более тёмным чёрно-бурым оперением верха и отсутствием серой штриховки по бокам тела. Кроме того, толстоклювые кайры в среднем крупнее, чем тонкоклювые.

## Ареал
Обитает на скалах и птичьих базарах в Европе и Азии (от Мурманского побережья до Камчатки, включая Землю Франца-Иосифа, о. Южный архипелага Новая Земля и Чукотку, в Северной Америке (включая Аляску и Алеутские острова), а также на островах в Атлантическом и Тихом океанах (их северная часть). Численность толстоклювых кайр высока, они образуют большие скопления.

## Питание
Питается мелкой рыбой длиной от 5 до 15 см, ракообразными (криль), моллюсками и двужаберными. За добычей ныряет в воду на глубину до 90 метров и проглатывает её уже под водой. Зимой совершает небольшие миграции, стараясь избегать ледовых полей и перемещаясь южнее их границы.

## Размножение

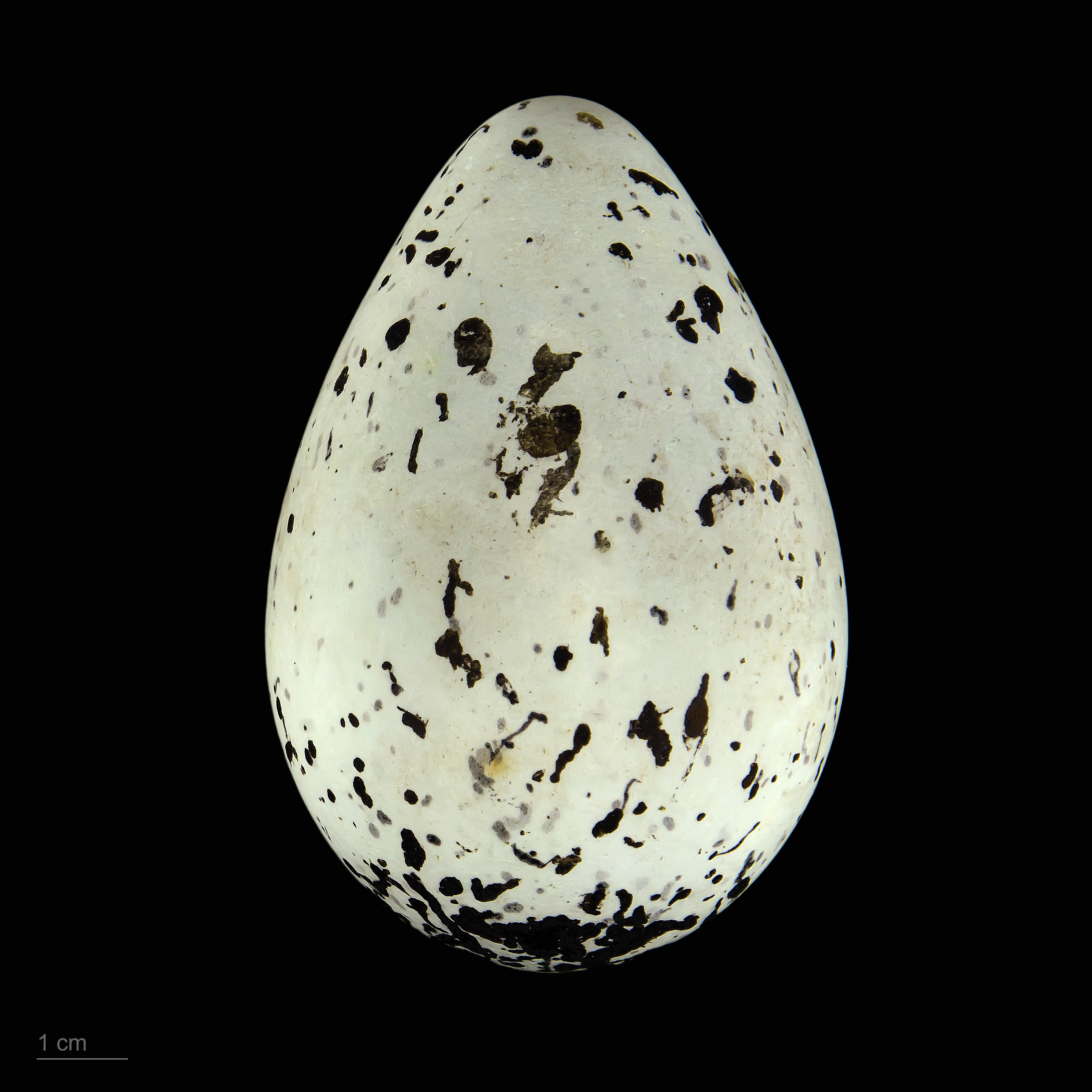
яйцо Uria lomvia - Тулузский музеум

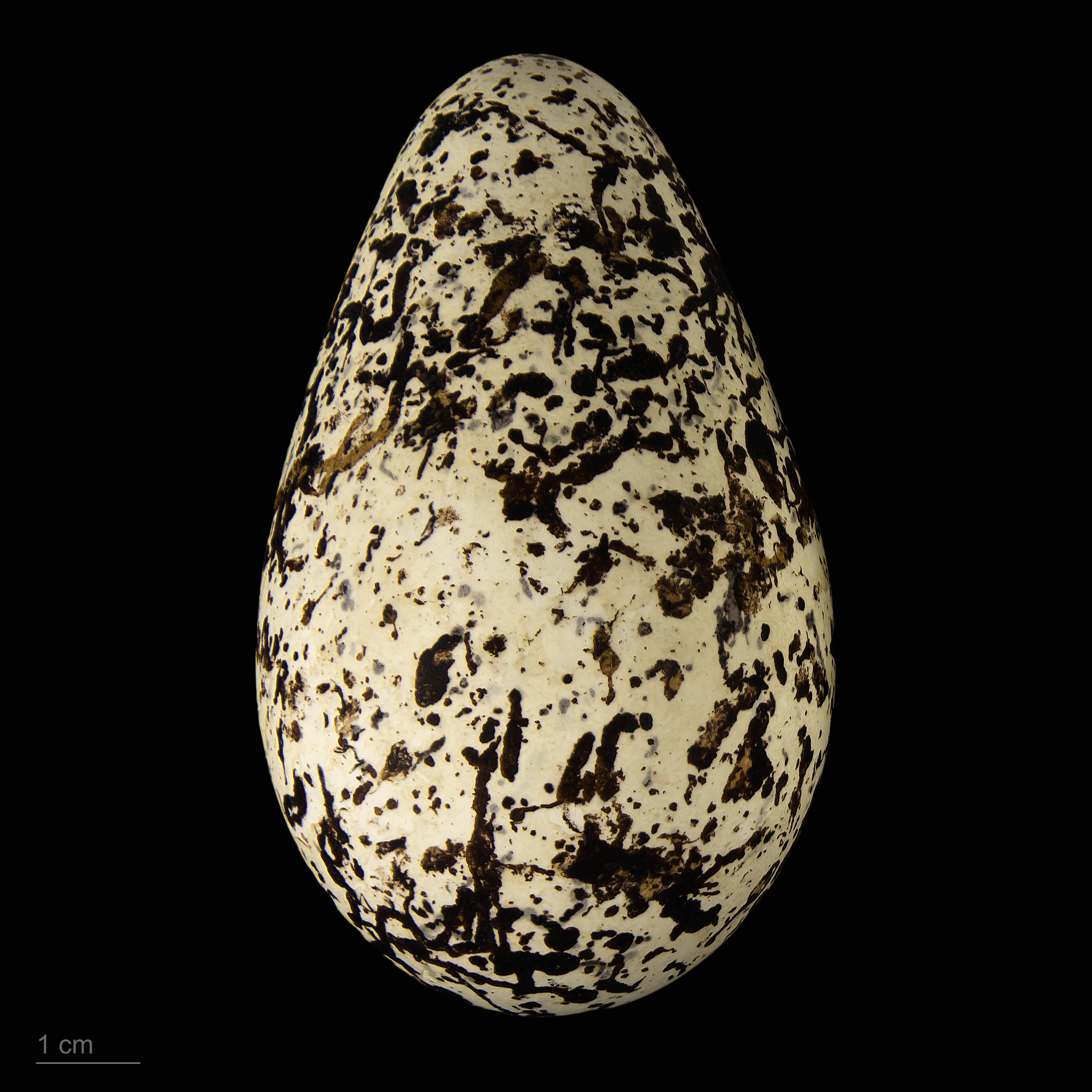
яйцо Uria lomvia lomvia - Тулузский музеум

В период размножения между самцами нередки драки за спаривание с самкой, а между самками — за занятие удобных скальных площадок для выведения на них потомства и высиживания яиц. Кайры никогда не гнездятся вне птичьих базаров. Это связано, в частности, с небольшим количеством удобных для гнездования прибрежных скал. В кладке одно яйцо грушевидной формы белого, серого или зеленоватого цвета с пятнами. Инкубационный период длится 30—36 дней. В высиживании и выкармливании принимают участие и самка, и самец. Птенец после вылупления быстро развивается, пух заменяется на перо. В возрасте полутора месяцев он встаёт на крыло.